# صموئيل بلامنفيلد
صموئيل بلامنفيلد (بالإنجليزية: Samuel Blumenfeld)‏ هو كاتب أمريكي، ولد في 1927 في نيويورك في الولايات المتحدة، وتوفي في 1 يونيو 2015.